# Тривиньяно-Удинезе
Тривиньяно-Удинезе (итал. Trivignano Udinese) —  коммуна в Италии, располагается в регионе Фриули-Венеция-Джулия, в провинции Удине.
Население составляет 1703 человека (2008 г.), плотность населения составляет 95 чел./км². Занимает площадь 18 км². Почтовый индекс — 33050. Телефонный код — 0432.
Покровителем коммуны почитается святой Феодор Тирон, празднование 9 ноября.

## Демография
Динамика населения:

## Администрация коммуны
- Официальный сайт: http://www.comune.trivignano-udinese.ud.it